# Liste der Orte in Kalifornien

## A
- Acton (Kalifornien)
- Adelanto
- Adin
- Agoura Hills
- Ahwahnee
- Alameda
- Alamo
- Albany
- Albion
- Alhambra
- Aliso Viejo
- Alondra Park
- Alpine
- Altadena
- Alturas
- Amador City
- Amboy
- American Canyon
- Anaheim
- Anderson
- Angels Camp
- Angelus Oaks
- Angwin
- Antioch
- Apple Valley
- Applegate
- Aptos
- Arcadia
- Arcata
- Arden-Arcade
- Arnold
- Arrowbear Lake
- Arroyo Grande
- Artesia
- Arvin
- Ashland
- Atascadero
- Atherton
- Atwater
- Auburn
- Avalon
- Avenal
- Avery
- Avila Beach
- Avocado Heights
- Azusa

## B
- Badger
- Baker
- Bakersfield
- Baldwin Park
- Ballard
- Banning
- Barstow
- Bass Lake
- Bay Point
- Baywood-Los Osos
- Bear Valley
- Bear Valley
- Beaumont
- Belden
- Bell
- Bell Gardens
- Bellflower
- Belmont
- Belvedere
- Ben Lomond
- Benicia
- Berkeley
- Bermuda Dunes
- Bethel Island
- Beverly Hills
- Bieber
- Big Bar
- Big Bear Lake
- Big Pine
- Big Sur
- Biggs (Kalifornien)
- Bishop
- Blairsden
- Bloomington
- Blue Jay
- Blue Lake
- Blythe
- Bodega Bay
- Bodega
- Bolinas
- Bonita
- Bonny Doon
- Bonsall
- Boron
- Borrego Springs
- Bostonia
- Boulder Creek
- Boulevard
- Bradbury
- Brawley
- Brea
- Brentwood
- Bridgeport
- Brisbane
- Broderick
- Brookdale
- Brownsville
- Buellton
- Buena Park
- Burbank (Los Angeles County)
- Burbank
- Burlingame
- Burney
- Buttonwillow

## C
- Calabasas
- Calexico
- Caliente
- California City
- California Valley
- Calimesa
- Calipatria
- Calistoga
- Calpine
- Camarillo
- Cambria
- Cameron Park
- Camino
- Camp Pendleton North
- Camp Pendleton South
- Campbell
- Canby
- Canoga Park
- Canyon Country
- Canyon Lake
- Canyondam
- Capistrano Beach
- Capitola
- Cardiff
- Carlsbad
- Carmel
- Carmel Valley
- Carmel-by-the-Sea
- Carmichael
- Carnelian Bay
- Carpinteria
- Carson
- Casa de Oro-Mount Helix
- Cassel
- Castaic
- Castro Valley
- Castroville
- Cathedral City
- Catheys Valley
- Cayucos
- Cedarville
- Central Valley
- Ceres
- Cerritos
- Charter Oak
- Chatsworth
- Cherryland
- Chester
- Chicago Park
- Chico
- Chinese Camp
- Chino
- Chino Hills
- Chowchilla
- Chula Vista
- Citrus
- Citrus Heights
- Claremont
- Clayton
- Clearlake
- Clearlake Oaks
- Clio
- Cloverdale
- Clovis
- Coachella
- Coalinga
- Coarsegold
- Cobb
- Coleville
- Colfax
- Colma
- Coloma
- Colton
- Columbia
- Colusa
- City of Commerce
- Compton
- Concord
- Corcoran
- Corning
- Corona
- Coronado
- Corte Madera
- Costa Mesa
- Cotati
- Cottonwood
- Coulterville
- Country Club
- Covelo
- Covina
- Crescent City
- Crescent Mills
- Crestline
- Cromberg
- Crowley Lake
- Cudahy
- Culver City
- Cupertino
- Cuyama
- Cypress

## D
- Daly City
- Dana Point
- Danville
- Davenport
- Davis
- Death Valley
- Del Mar
- Del Rey Oaks
- Delano
- Desert Hot Springs
- Diamond Bar
- Dinuba
- Dixon
- Dorris
- Dos Palos
- Douglas City
- Downey
- Downieville
- Doyle
- Drytown
- Duarte
- Dublin
- Duncans Mills
- Dunlap
- Dunnigan
- Dunsmuir

## E
- Earp
- East Foothills
- East Hemet
- East La Mirada
- East Los Angeles
- East Palo Alto
- East San Gabriel
- Eastvale
- El Cajon
- El Centro
- El Cerrito
- El Granada
- El Monte
- El Paso de Robles
- El Portal
- El Segundo
- El Sobrante
- El Toro
- Elk (Fresno County)
- Elk (Mendocino County)
- Elk Grove
- Emeryville
- Emigrant Gap
- Encinitas
- Encino
- Escalon
- Escondido
- Etna
- Eueka
- Eureka
- Exeter

## F
- Fair Oaks
- Fairfax
- Fairfield
- Fairview
- Fall River Mills
- Fallbrook
- Farmersville
- Fawnskin
- Felton
- Ferndale
- Fields Landing
- Fillmore
- Firebaugh
- Fish Camp
- Florence-Graham
- Florin
- Folsom
- Fontana
- Foothill Farms
- Foresthill
- Fort Bidwell
- Fort Bragg
- Fort Jones
- Fortuna
- Foster City
- Fountain Valley
- Fowler
- Frazier Park
- Freestone
- Fremont
- Fresno
- Fullerton

## G
- Galt
- Garberville
- Garden Acres
- Garden Grove
- Gardena
- Gasquet
- Gazelle
- Georgetown
- Geyserville
- Gilroy
- Glendale
- Glendora
- Glenhaven
- Goleta
- Gonzales
- Gorman
- Graeagle
- Grand Terrace
- Grass Valley
- Green Leaf
- Greenfield
- Greenville
- Gridley
- Groveland
- Grover Beach
- Guadalupe
- Gualala
- Guerneville
- Gustine

## H
- Hacienda Heights
- Half Moon Bay
- Hanford
- Happy Camp
- Harbor City
- Hat Creek
- Hawaiian Gardens
- Hawthorne
- Hayfork
- Hayward
- Healdsburg
- Helena
- Helendale
- Hemet
- Hercules
- Hermosa Beach
- Hesperia
- Hidden Hills
- Highland
- Hillsborough
- Hollister
- Hollywood
- Holtville
- Homeland
- Homewood
- Hoopa
- Hope Valley
- Hopland
- Horse Creek
- Hughson
- Huntington Beach
- Huntington Park
- Huron
- Hydesville

## I
- Idyllwild-Pine Cove
- Imperial Beach
- Imperial
- Independence
- Indian Wells
- Indio
- City of Industry
- Inglewood
- Inverness
- Inyokern
- Ione
- Irvine
- Irwindale
- Isla Vista
- Isleton

## J
- Jackson
- Jacumba
- Jamestown
- Jenner
- Joshua Tree
- Julian
- Junction City
- June Lake
- Jurupa Valley

## K
- Kelseyville
- Kentfield
- Kenwood
- Kerman
- Kernville
- King City
- Kings Beach
- Kings Canyon National Park
- Kingsburg
- Kirkwood
- Klamath
- Klamath River
- Kyburz (Kalifornien)

## L
- La Cañada Flintridge
- La Crescenta
- La Crescenta-Montrose
- La Habra
- La Habra Heights
- La Jolla
- La Mesa
- La Mirada
- La Palma
- La Presa
- La Puente
- La Quinta
- La Selva Beach
- La Riviera
- La Verne
- Lafayette
- Laguna
- Laguna Beach
- Laguna Hills
- Laguna Niguel
- Laguna Woods
- Lake Almanor
- Lake Arrowhead
- Lake Elsinore
- Lake Forest
- Lake Hughes
- Lake Isabella
- Lakehead
- Lakeport
- Lakeshore
- Lakeside
- Lakewood
- Lamont
- Lancaster
- Landers
- Larkspur
- Lathrop
- Lawndale
- Laytonville
- Lebec
- Lee Vining
- Leggett
- Lemon Cove
- Lemon Grove
- Lemoore
- Lennox
- Lewiston
- Lincoln
- Linda
- Lindsay
- Littleriver
- Littlerock
- Live Oak
- Livermore
- Livingston
- Llano
- Lodi
- Loma Linda
- Lomita
- Lompoc
- Lone Pine
- Long Barn
- Long Beach
- Loomis
- Los Alamitos
- Los Alamos
- Los Altos
- Los Altos Hills
- Los Angeles
- Los Banos (Kalifornien)
- Los Gatos
- Los Olivos
- Los Osos
- Lotus
- Loyalton
- Lucerne
- Lucerne Valley
- Ludlow
- Lynwood

## M
- Madera
- Magalia
- Malibu
- Mammoth Lakes
- Manchester
- Manhattan Beach
- Manteca
- Maricopa
- Marina
- Marina del Rey
- Mariposa
- Markleeville
- Martinez
- Marysville
- Maywood
- McClellan AFB
- McCloud
- McFarland
- McKinleyville
- McKittrick
- Meadow Valley
- Mendocino
- Mendota
- Menifee
- Menlo Park
- Merced
- Mi Wuk Village
- Mi-Wuk
- Middletown
- Midpines
- Mill Creek
- Mill Valley
- Millbrae
- Milpitas
- Mineral
- Miramonte (Fresno County, Kalifornien)
- Miramonte (Kern County, Kalifornien)
- Miranda
- Mission Viejo
- Modesto
- Mojave
- Mokelumne Hill
- Monrovia
- Montague
- Montara
- Montclair
- Monte Rio
- Monte Sereno
- Montebello
- Monterey
- Monterey Park
- Moorpark
- Moraga
- Moreno Valley
- Morgan Hill
- Morro Bay
- Moss Beach
- Mount Shasta
- Mountain Mesa
- Mountain View (Contra Costa County, Kalifornien)
- Mountain View (Santa Clara County, Kalifornien)
- Mount Baldy
- Mount Shasta
- Murphys
- Murrieta
- Myers Flat

## N
- Napa
- National City
- Needles
- Nevada City
- Newark
- Newbury Park
- Newhall
- Newman
- Newport Beach
- Nice
- Niland
- Nipomo
- Norco
- North Auburn
- North Fair Oaks
- North Fork
- North Highlands
- North Hollywood
- Norwalk
- Novato

## O
- Oak View
- Oakdale
- Oakhurst
- Oakland
- Oakley
- Occidental
- Oceanside
- Ocotillo
- Oildale
- Ojai
- Olancha
- Old Station
- Olema
- Olivehurst
- Olympic Valley
- Ontario
- Orange
- Orange Cove
- Orangevale
- Orcutt
- Orick
- Orinda
- Orland
- Orleans
- Orosi
- Oroville
- Oxnard

## P
- Pacific Grove
- Pacifica
- Pacoima
- Palm Desert
- Palm Springs
- Palmdale
- Palo Alto
- Palos Verdes Estates
- Paradise
- Paramount
- Parker Dam
- Parkway-South Sacramento
- Parlier
- Pasadena
- Paso Robles
- Patterson
- Pearblossom
- Pebble Beach
- Perris
- Pescadero
- Petaluma
- Petrolia
- Phillipsville
- Philo
- Pico Rivera
- Piedmont
- Piercy
- Pine Grove
- Pine Valley
- Pinecrest
- Pinedale
- Pinole
- Pioneer
- Pioneertown
- Piru
- Pismo Beach
- Pittsburg
- Pixley
- Placentia
- Placerville
- Platina
- Playa Del Rey
- Pleasant Hill
- Pleasanton
- Plymouth
- Point Arena
- Point Reyes Station
- Pollock Pines
- Pomona
- Port Hueneme
- Porterville
- Portola
- Portola Valley
- Poway
- Project City

## Q
- Quartz Hill
- Quincy

## R
- Ramona
- Rancho Cordova
- Rancho Cucamonga
- Rancho Mirage
- Rancho Palos Verdes
- Rancho San Diego
- Rancho Santa Fe
- Rancho Santa Margarita
- Ravendale
- Red Bluff (Kalifornien)
- Redcrest
- Redding
- Redlands
- Redondo Beach
- Redway
- Redwood City
- Reedley
- Reseda
- Rialto
- Richmond
- Ridgecrest
- Rio del Mar
- Rio Dell
- Rio Linda
- Rio Vista
- Ripon
- Riverbank
- Riverside
- Rocklin
- Rohnert Park
- Rolling Hills
- Rolling Hills Estates
- Rosamond
- Roseland
- Rosemead
- Rosemont
- Roseville
- Ross
- Rossmoor
- Rowland Heights
- Running Spri
- Running Springs
- Rutherford
- Ryde

## S
- Sacramento
- Salida
- Salinas
- San Andreas
- San Anselmo
- San Bernardino
- San Bruno
- San Buenaventura
- San Carlos
- San Clemente
- San Diego
- San Dimas
- San Fernando
- San Francisco
- San Gabriel
- San Jacinto
- San Joaquin
- San Jose
- San Juan Bautista
- San Juan Capistrano
- San Leandro
- San Lorenzo
- San Luis Obispo
- San Marcos
- San Marino
- San Mateo (Kalifornien)
- San Miguel
- San Pablo
- San Rafael
- San Ramon
- San Simeon
- San Ysidro
- Sand City
- Sanger
- Santa Ana
- Santa Barbara
- Santa Clara
- Santa Clarita
- Santa Cruz
- Santa Fe Springs
- Santa Maria
- Santa Monica
- Santa Paula
- Santa Rosa
- Santa Ynez
- Santa Ysabel
- Santee
- Saratoga
- Saugus
- Sausalito
- Scotia
- Scotts Valley
- Seal Beach
- Seaside
- Sebastopol
- Selma
- Sepulveda
- Shafter
- Shasta Lake
- Shaver Lake
- Shell Beach
- Sherman Oaks
- Shoshone
- Sierra City
- Sierra Madre
- Sierraville
- Signal Hill
- Silver Lakes
- Simi Valley
- Sites
- Slab City
- Smith River
- Soda Springs
- Solana Beach
- Soledad
- Solvang
- Sonoma
- Sonora
- Soquel
- South El Monte
- South Gate
- South Laguna
- South Lake Tahoe
- South Pasadena
- South San Francisco
- South San Jose Hills
- South Whittier
- South Yuba City
- Spring Valley
- Springville
- Squaw Valley (Fresno County)
- Squaw Valley
- St. Helena
- Stanford
- Stanton
- Stinson Beach
- Stirling City
- Stockton
- Strawberry
- Strawberry Vally
- Stronghold
- Studio City
- Sugarloaf
- Suisun City
- Sultana
- Summerland
- SuSun Valley
- Sunland
- Sunnyvale
- Sunset Beach
- Susanville
- Sutter Creek
- Sylmar

## T
- Taft
- Tahoe City
- Tahoe Vista
- Tahoma
- Tamalpais-Homestead Valley
- Tarzana
- Tecate
- Tehachapi
- Tehama
- Temecula
- Temple City
- Templeton
- The Sea Ranch
- Thermal
- Thousand Oaks
- Thousand Palms
- Three Rivers
- Tiburon
- Tomales
- Topanga
- Topanga Beach
- Torrance
- Tracy
- Trinidad
- Trinity Center
- Trona
- Truckee
- Tujunga
- Tulare
- Tulelake
- Turlock
- Tustin
- Tustin Foothills
- Twain
- Twain Harte
- Twentynine Palms
- Twin Bridges
- Twin Peaks
- Two Harbors

## U
- Ukiah
- Union City
- Upland
- Upper Lake

## V
- Vacaville
- Valinda
- Valle Vista
- Vallejo
- Valley Ford
- Valley Springs
- Van Nuys
- Venice (Los Angeles)
- Ventura
- Vernon
- Victorville
- View Park-Windsor Hills
- Villa Park
- Vincent
- Visalia
- Vista
- Volcano

## W
- Wallows
- Walnut
- Walnut Creek
- Walnut Grove
- Walnut Park
- Warner Springs
- Wasco
- Washington
- Waterford
- Watsonville
- Wawona
- Weaverville
- Weed
- Weott
- West Athens
- West Carson
- West Covina
- West Hollywood
- West Puente Valley
- West Sacramento
- Westlake Village
- West Whittier-Los Nietos
- Westminster
- Westmont
- Westmorland
- Westport
- Westwood
- Wheatland
- Whitethorn
- Whittier
- Wildomar
- Williams
- Willits
- Willow Creek
- Willowbrook
- Willows
- Wilmington
- Windsor
- Winters
- Wofford Heights
- Woodlake
- Woodland
- Woodland Hills
- Woodside
- Wrightwood

## Y
- Yermo
- Yorba Linda
- Yosemite-Nationalpark
- Yountville
- Yreka
- Yuba City
- Yucaipa
- Yucca Valley

Siehe auch:
- Kalifornien
- Liste der Countys in Kalifornien
- Liste der Städte in den Vereinigten Staaten